# Jerry Wexler
Gerald "Jerry" Wexler (Nueva York, 10 de enero de 1917-Sarasota, 15 de agosto de 2008) fue un periodista musical convertido en uno de los productores más influyentes de la música estadounidense.
Nacido el 10 de enero de 1917 en Nueva York, en el seno de una familia judía, pasó su infancia en el Bronx de Nueva York y comenzó a estudiar en la Universidad del Estado de Kansas (Kansas State University) hasta que fue reclutado por la Armada de los Estados Unidos durante la Segunda Guerra Mundial. 
Tras la guerra, volvió a la universidad donde estudiaba desde 1936. Después de graduarse, entró a trabajar en Broadcast Music, Inc. (BMI) y en Metro-Goldwyn-Mayer (MGM).
En 1953 pasó a ser uno de los socios del sello grabador Atlantic Records. Al poco tiempo comenzó a grabar con Ray Charles, The Drifters y Ruth Brown. 
Junto a Ahmet Ertegün, Nesuhi Ertegün y Tom Dowd, consiguió hacer de Atlantic Records uno de los gigantes de la industria musical de su tiempo.  En 1967 fue galardonado como Productor del Año por su trabajo con Aretha Franklin. 
Durante la década de 1960, su gran estrella fue Aretha Franklin, pero también trabajó con otros importantes representantes del soul como Wilson Pickett. Creó un destacado equipo con la discográfica Stax, al igual que con The Muscle Shoals.
A principios de la década de 1980 comenzó a grabar con algunas estrellas del pop británico como George Michael.
Por toda su carrera y el trabajo realizado con innumerables artistas de diversos géneros fue incluido dentro del Salón de la Fama del Rock.
Falleció en Sarasota, Florida, el 15 de agosto de 2008, debido a una cardiopatía congénita.

## Premios y nominaciones
Premios Óscar
| Año  | Categoría                   | Película   | Resultado |
| ---- | --------------------------- | ---------- | --------- |
| 1979 | Mejor orquestación adaptada | La pequeña | Nominado  |